# Elsbeth Heise
Elsbeth Heise (* 11. Februar 1892 in Stendal; † 22. Mai 1977 in Hannover) war eine deutsche Krankenschwester.

## Leben
Heise war während des Zweiten Weltkriegs Oberin am Universitätsklinikum der Martin-Luther-Universität Halle-Wittenberg. Nach Kriegsende bereitete sie gemeinsam mit Erna von Abendroth die Gründung der Deutschen Schwesterngemeinschaft vor, deren 1. Vorsitzende sie von 1948 bis 1957 war. 1949 war sie Delegationsleiterin beim Kongress des Weltbundes in Stockholm.
2003 wurde erstmals der nach ihr benannte Elsbeth-Heise-Pflegepreis verliehen, der Leistungen im Pflegebereich auszeichnet.

## Ehrungen
- 1952: Verdienstkreuz (Steckkreuz) der Bundesrepublik Deutschland